# Норт-Платт (Небраска)
Норт-Платт (англ. North Platte) — город, расположенный в округе Линкольн (штат Небраска, США) с населением в 24 733 человека по статистическим данным переписи 2010 года. Норт-Платт является окружным центром округа Линкольн. Норт-Платт — город железных дорог. В черте города находится крупнейшая в мире сортировочная станция Бейли-Ярд, принадлежащая компании Union Pacific Railroad.

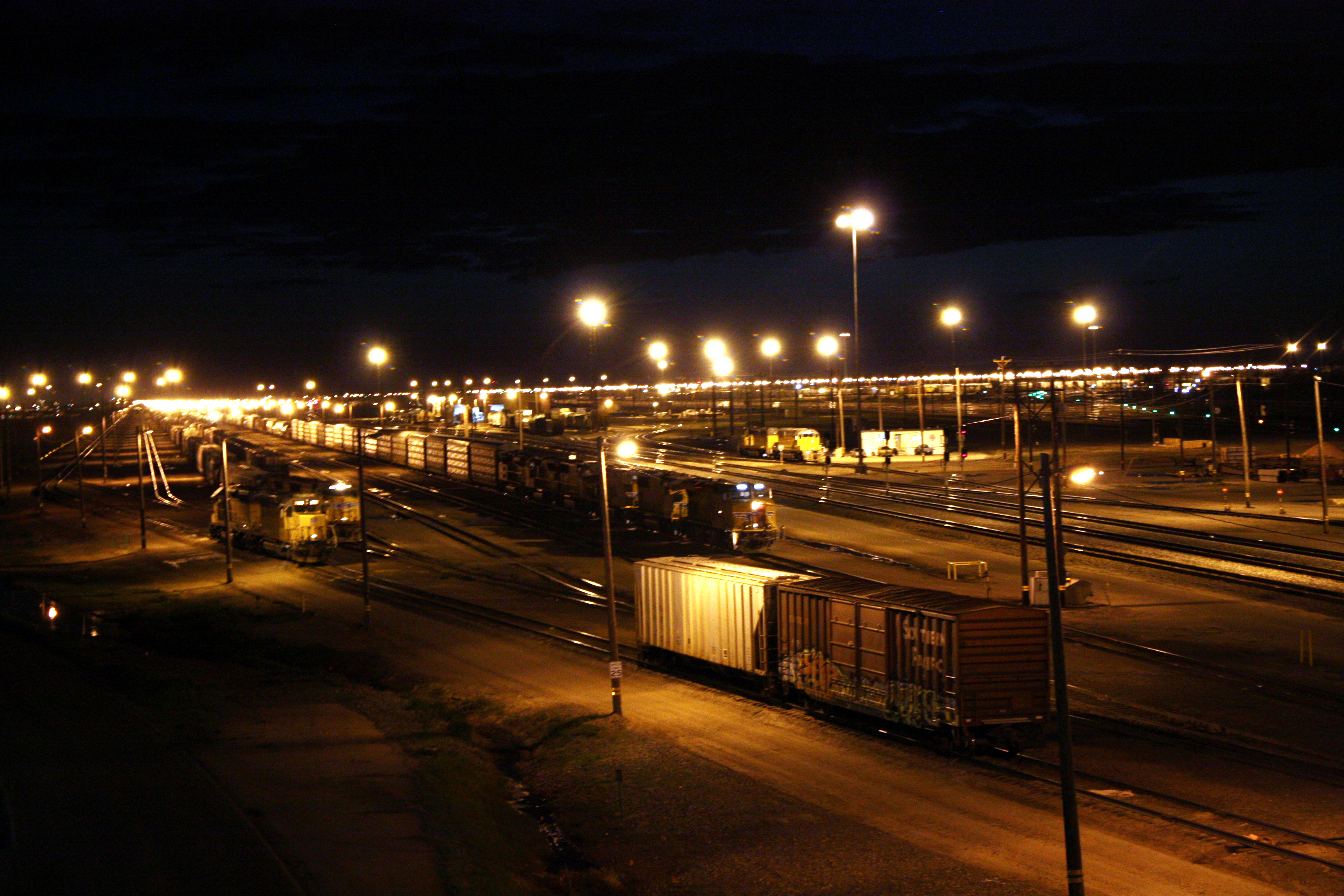
Сортировочная станция Бейли-Ярд, ночью

## География
Норт-Платт расположен в юго-западной части штата, в месте слияния рек Норт-Платт и Саут-Платт, образующих здесь реку Платт. По данным Бюро переписи населения США город имеет общую площадь в 27,45 квадратных километров, из которых 27,19 кв. километров занимает земля и 0,26 кв. километров — вода. Площадь водных ресурсов города составляет 0,95 % от всей его площади.
Город Норт-Платт расположен на высоте 854 метра над уровнем моря.

## Демография
| Год переписи                    | Нас.  |  | %±     |
| ------------------------------- | ----- |  | ------ |
| 1880                            | 363   |  | —      |
| 1890                            | 3055  |  | 741,6% |
| 1900                            | 3640  |  | 19,1%  |
| 1910                            | 4793  |  | 31,7%  |
| 1920                            | 10466 |  | 118,4% |
| 1930                            | 12061 |  | 15,2%  |
| 1940                            | 12429 |  | 3,1%   |
| 1950                            | 15433 |  | 24,2%  |
| 1960                            | 17184 |  | 11,3%  |
| 1970                            | 19447 |  | 13,2%  |
| 1980                            | 24509 |  | 26%    |
| 1990                            | 22605 |  | −7,8%  |
| 2000                            | 23878 |  | 5,6%   |
| 2010                            | 24733 |  | 3,6%   |
| 1880–2010 U.S. Decennial Census |       |  |        |

По данным переписи населения 2000 года в Норт-Платт проживало 23 878 человека, 6224 семьи, насчитывалось 9944 домашних хозяйств и 10 718 жилых домов. Средняя плотность населения составляла около 880,9 человека на один квадратный километр. Расовый состав Норт-Платт по данным переписи распределился следующим образом: 93,47 % белых, 0,71 % — чёрных или афроамериканцев, 0,64 % — коренных американцев, 0,39 % — азиатов, 0,03 % — выходцев с тихоокеанских островов, 1,45 % — представителей смешанных рас, 3,30 % — других народностей. Испаноговорящие составили 6,68 % от всех жителей города.
Из 9944 домашних хозяйств в 31,0 % — воспитывали детей в возрасте до 18 лет, 49,8 % представляли собой совместно проживающие супружеские пары, в 9,6 % семей женщины проживали без мужей, 37,4 % не имели семей. 31,9 % от общего числа семей на момент переписи жили самостоятельно, при этом 13,0 % составили одинокие пожилые люди в возрасте 65 лет и старше. Средний размер домашнего хозяйства составил 2,34 человек, а средний размер семьи — 2,97 человек.
Население города по возрастному диапазону по данным переписи 2000 года распределилось следующим образом: 26,0 % — жители младше 18 лет, 9,5 % — между 18 и 24 годами, 26,8 % — от 25 до 44 лет, 21,9 % — от 45 до 64 лет и 15,8 % — в возрасте 65 лет и старше. Средний возраст жителей составил 36 лет. На каждые 100 женщин в Норт-Платт приходилось 94,5 мужчин, при этом на каждые сто женщин 18 лет и старше приходилось 90,0 мужчин также старше 18 лет.
Средний доход на одно домашнее хозяйство в городе составил 34 181 доллар США, а средний доход на одну семью — 42 753 доллара. При этом мужчины имели средний доход в 36 445 долларов США в год против 20 157 долларов среднегодового дохода у женщин. Доход на душу населения в городе составил 18 306 долларов в год. 7,8 % от всего числа семей в округе и 10,5 % от всей численности населения находилось на момент переписи населения за чертой бедности, при этом 13,2 % из них были моложе 18 лет и 9,8 % — в возрасте 65 лет и старше.

## В искусстве
В Норт-Платт разворачивается действие фильма Фрэнсис Фергюсон.